# Willisburg (Kentucky)
Willisburg es una ciudad ubicada en el condado de Washington en el estado estadounidense de Kentucky. En el Censo de 2010 tenía una población de 282 habitantes y una densidad poblacional de 156,66 personas por km².

## Geografía
Willisburg se encuentra ubicada en las coordenadas 37°48′32″N 85°7′14″O / 37.80889, -85.12056. Según la Oficina del Censo de los Estados Unidos, Willisburg tiene una superficie total de 1.8 km², de la cual 1.78 km² corresponden a tierra firme y (1.29%) 0.02 km² es agua.

## Demografía
Según el censo de 2010, había 282 personas residiendo en Willisburg. La densidad de población era de 156,66 hab./km². De los 282 habitantes, Willisburg estaba compuesto por el 97.87% blancos, el 1.06% eran afroamericanos, el 0% eran amerindios, el 0% eran asiáticos, el 0% eran isleños del Pacífico, el 0.35% eran de otras razas y el 0.71% pertenecían a dos o más razas. Del total de la población el 2.48% eran hispanos o latinos de cualquier raza.